# Thurmansbang
Thurmansbang – miejscowość i gmina w Niemczech, w kraju związkowym Bawaria, w rejencji Dolna Bawaria, w regionie Donau-Wald, w powiecie Freyung-Grafenau, siedziba wspólnoty administracyjnej Thurmansbang. Leży w Lesie Bawarskim, około 18 km na południowy zachód od miasta Freyung.

## Dzielnice
W skład gminy wchodzą dwie dzielnice: Solla i Thurmansbang.

## Demografia
| Rok  | Liczba mieszk. |
| ---- | -------------- |
| 1970 | 1839           |
| 1987 | 2159           |
| 2000 | 2391           |

## Oświata
(na 1999)

W gminie znajduje się 75 miejsc przedszkolnych (58 dzieci) oraz szkoła podstawowa (25 nauczycieli, 476 uczniów).